# Alfred Bossom, Baron Bossom

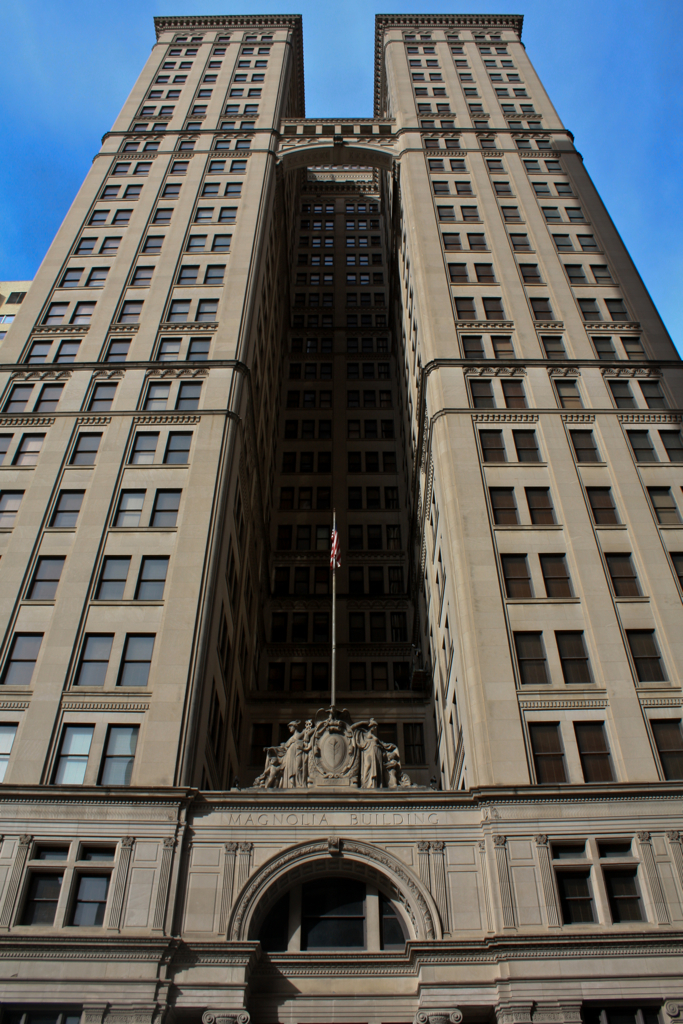
Magnolia Hotel, Dallas, 1922

Alfred Charles Bossom, Baron Bossom RIBA (* 6. Oktober 1881 in London; † 4. September 1965) war ein britischer Architekt, Peer und Politiker der Konservativen Partei.

## Leben und Karriere
Bossom wurde in London als Sohn von Alfred Henry und Amelia Jane (Hammond) Bossom geboren. Er besuchte die Charterhouse St. Thomas School, danach studierte er Architektur an der University of Westminster und der Royal Academy of Arts. Er ging 1903 in die Vereinigten Staaten um für die Carnegie Steel Company zu arbeiten und 1908 an der Wiederherstellung vom Fort Ticonderoga zu arbeiten. 1910 heiratete er Emily Bayne, die Tochter des  Bankiers Samuel Bayne; sie hatten drei Söhne. Seine Frau starb 1932 bei einem Flugzeugabsturz. Er heiratete 1934 Elinor Dittenhofer ließ sich aber 1947 von ihr scheiden.
Während seiner Arbeit in New York City entwarf er eine Reihe bedeutender Bauwerke in Texas, wie zum Beispiel die American Exchange National Bank (1918).
Er erfand eine Vorrichtung, die Personen davor schützt, zu ersticken, die versehentlich in einem Banktresor eingesperrt werden.
Auf dem Höhepunkt seiner Karriere kehrte er 1926 mit seiner Familie nach England zurück, damit seine Kinder eine englische Schule besuchen konnten. Er gab seine Architekturkarriere auf und wurde 1931 zum Mitglied des Parlaments für Maidstone gewählt.
1952 wurde er von der University of Pittsburgh zum Ehrendoktor der Rechtswissenschaften ernannt. 1953 wurde er zum "Baronet von Maidstone in der Grafschaft Kent ernannt. 1960 erhielt er den Adelstitel Baron Bossom von Maidstone in der Grafschaft Kent. Bossom war auch Präsident der Anglo-Baltischen Gesellschaft. Winston Churchill scherzte bei der Einführung von Bossom Wer ist dieser Mann, dessen Name weder das eine noch das andere bedeutet? (Who is this man whose name means neither one thing nor the other?).

## Werke
- 1914: Fidelity Bank (Durham, Durham County)
- 1914: Merchants Bank (Durham, Durham County)
- 1918: American Exchange National Bank (Texas)
- 1919: Charlotte National Bank (Charlotte, Mecklenburg County)
- 1920: First Union National Bank (Salisbury, Rowan County)
- 1920: Woodson House (Salisbury, Rowan County)
- 1922: Magnolia Hotel (Dallas, Texas)
- 1923–1924: Wayne National Bank (Goldsboro, Wayne County)
- 1925: Liberty Building (Buffalo, New York)